# Monumento a Garibaldi (Carrara)
Il monumento a Garibaldi è una statua in marmo di Carrara, situata nell'omonima piazza, di fianco al teatro Animosi.

## Storia
Dopo la morte di Giuseppe Garibaldi, a Carrara si pensò di erigere un monumento alla sua memoria.
Il marmo fu donato da Ariodante Casoni e da Giuseppe Peglini, mentre lo scultore carrarese Carlo Nicoli si offrì di realizzare l'opera a titolo gratuito.
Il monumento fu inaugurato il 27 ottobre 1889, nello stesso anno in cui si erano inaugurati quelli di Livorno e Lucca.

## Descrizione
La scultura è collocata su un alto piedistallo cilindrico, ornato con una serie di fasci littori e festoni, progettato dall'architetto Perusi.
La statua riproduce la figura di Garibaldi nell'atto di sbarcare a Marsala, con la sciabola sguainata verso l'alto, mentre si rivolge ai suoi uomini, incitandoli.
L'atteggiamento rivoluzionario che pervade la scultura, secondo un'iconografia non particolarmente diffusa in Italia, suscitò pareri contrastanti, ma trovò l'approvazione dei reduci garibaldini, nei quali era ancora vivo il ricordo del generale.